# Топліца (комуна)
Топліца (рум. Toplița) — комуна у повіті Хунедоара в Румунії. До складу комуни входять такі села (дані про населення за 2002 рік):
- Веларі (44 особи)
- Голеш (21 особа)
- Дебика (188 осіб)
- Дялу-Мік (50 осіб)
- Курпеній-Сілвашулуй
- Мосору (1 особа)
- Топліца (183 особи) — адміністративний центр комуни
- Хешдеу (395 осіб)

Комуна розташована на відстані 294 км на північний захід від Бухареста, 23 км на південний захід від Деви, 136 км на південний захід від Клуж-Напоки, 121 км на схід від Тімішоари.

## Населення
За даними перепису населення 2002 року у комуні проживали 882 особи.
Національний склад населення комуни:
| Національність | Кількість осіб | Відсоток |
| -------------- | -------------- | -------- |
| румуни         | 880            | 99,8%    |
| угорці         | 2              | 0,2%     |

Рідною мовою назвали:
| Мова      | Кількість осіб | Відсоток |
| --------- | -------------- | -------- |
| румунська | 881            | 99,9%    |
| угорська  | 1              | 0,1%     |

Склад населення комуни за віросповіданням:
| Релігія            | Кількість осіб | Відсоток |
| ------------------ | -------------- | -------- |
| православні        | 819            | 92,9%    |
| п'ятдесятники      | 60             | 6,8%     |
| римо-католики      | 2              | 0,2%     |
| не вказали релігію | 1              | 0,1%     |